# Sandrandahy
Sandrandahy is een plaats en gemeente in Madagaskar, behorend tot het district Fandriana dat gelegen is in de regio Amoron'i Mania. Een volkstelling schatte in 2001 het inwonersaantal op ongeveer 28.000.

## Geschiedenis
Tot 1 oktober 2009 lag Sandrandahy in de provincie Fianarantsoa. Deze werd echter opgeheven en vervangen door de regio Amoron'i Mania. Tijdens deze wijziging werden alle autonome provincies opgeheven en vervangen door de in totaal 22 regio's van Madagaskar.

## Onderwijs
Naast het basisonderwijs biedt de stad tevens middelbaar onderwijs aan.

## Economie
Landbouw en veeteelt bieden werkgelegenheid aan achtereenvolgens 64% en 30% van de beroepsbevolking. Het belangrijkste gewas in Sandrandahy is rijst, terwijl andere belangrijke producten mais, cassave en zoete aardappelen betreffen. In de industriële en dienstensector werkt achtereenvolgens 0,5% en 5,5% van de bevolking.